# Iida
Iida (japanska: 白山市   ?, Iida-shi) är en stad i Nagano prefektur i Japan. Staden fick stadsrättigheter 1937.